# Aspmyra Stadion
L'Aspmyra Stadion è lo stadio di calcio in cui gioca le gare casalinghe il F.K. Bodø/Glimt, squadra di calcio della città di Bodø in Norvegia.
È composto da una tribuna centrale con a fianco in basso il settore ospiti, riservato esclusivamente ai sostenitori della squadra ospite; poi c'è una piccola curva ma la maggior parte dei tifosi si trova di fronte alla tribuna d'onore leggermente spostati sulla destra (vedendoli appunto dalla tribuna d'onore).
Il campo in realtà non è di erba naturale ma è in erba sintetica (data la latitudine) e i lavori sono stati ultimati nel 2005 alla fine della stagione calcistica. Il campo è intasato con il granulo in Elastomero Termoplastico (TPE), totalmente riciclabile, progettato da SO.F.TER. GROUP con sede a Forlì, Italia.
La capienza totale è di 8 800 posti a sedere. Il record di spettatori fu di 12189 nel 1975 durante la partita contro il Viking Stavanger.